# Como (Nevada)
Como é uma cidade fantasma e comunidade não incorporada no  condado de Lyon, estado do Nevada, nos Estados Unidos.

## História
Foi encontrado ouro nas Montanhas Pine Nut no oeste do estado do Nevada. Em junho de  1860 foi criado um distrito mineiro em Palmyra.
Como foi fundada em 1863 durante a febre do ouro no distrito mineiro de Palmyra e foi a primeira sede do condado de Lyon, atingindo uma população de 700 pessoas. O primeiro engenho mineiro chamado "The Solomon Davis" chegou a Como em 1863.
Novas descobertas foram feitas a curta distância de Como e Palmyra decaiu de importância. Foram abertos túneis e foi construído um pequeno engenho mineiro por J.D. Winters. Mas essas descobertas provaram ser infrutíferas e Winters decidiu mudar-se para Virginia City e tornou-se empregado da Yellow Jacket Mine. O setor comercial do campo tinha vários serviços da vida de fronteira. O destaque da vila era o Hotel Cross, um estabelecimento de primeira classe com um salão, bar, quartos com tapetes e uma sala de reuniões. Como tinha um jornal intitulado "The Como Sentinel", publicado entre 16 de abril e 9 de julho de 1864 por T.W. Abraham e H.L. Weston. Depois da publicação do último número do jornal "Como SENTINEL", Abraham and Weston foram publicar o "Lyon County SENTINEL" nas proximidades de Dayton.
O último habitante da vila foi o Juiz G. W. Walton de 63 anos que morreu num incêndio que destruiu a sua cabine na noite de 22 de novembro de 1874.Talvez o mais famoso residente da região de Como foi o Chefe Winnemucca, que se tornou amigo dos "homens brancos", salvando os comboios dos emigrantes e sentinela de  Kit Carson e John C. Fremont. Na atualidade, Como está totalmente abandonada e restam apenas algumas fundações de velhos edifícios da velha cidade, a região de Como também possui cavernas índias e petróglifos.